# Amagami-san Chi no Enmusubi
Amagami-san Chi no Enmusubi (甘神さんちの縁結び "Kết duyên của nhà Amagami") là một loạt manga được viết và minh họa bởi Naito Marcey. Ban đầu, bộ truyện ra mắt dưới dạng one-shot trên tạp chí Weekly Shōnen Magazine của Kōdansha vào tháng 12 năm 2020 trước khi bắt đầu đăng dài kỳ trên cùng tạp chí đó vào tháng 4 năm 2021.

## Cốt truyện
Nội dung truyện theo chân Kamihate Uryū, một học sinh cấp 3 với mục tiêu đỗ vào khoa y của trường Đại học Kyoto. Sau khi sống ở cô nhi viện một thời gian dài từ khi mẹ của cậu qua đời, cậu ở nhờ tại Đền Amagami, nơi mà tu sĩ trưởng muốn cậu cưới một trong ba cháu gái của ông. Trong khi đó, Uryū và chị em Amagami cũng phải đối mặt với nhiều vấn đề khác nhau.

## Nhân vật
Kamihate Uryū (上終 瓜生)
Lồng tiếng bởi: Hattori Sōnosuke 
Một học sinh trung học với mục tiêu vào khoa y của Đại học Kyoto. Cậu có ước mơ trở thành bác sĩ sau khi mẹ qua đời. Tuy dành rất nhiều thời gian vào việc học, cậu vẫn luôn cố gắng để gắn kết với chị em Amagami mặc dù khởi đầu không được tốt đẹp. Cậu giỏi làm việc nhà và nấu ăn. Uryu thường xuyên vướng vào những tình huống khó xử, khi mà chị em Amagami liên tục chế nhạo cậu là một kẻ hư hỏng.
Amagami Yae (甘神 夜重)
Lồng tiếng bởi: Tsuji Miyu , , Kayano Ai(PV)
Là người chị cả trong số 3 chị em , học chuyên ngành nghệ thuật ở đại học với tính cách vui vẻ. Nửa sau, bộ truyện tiết lộ rằng cô được nhà Amagami nhận nuôi và tên thật của cô là Ichijōji Reiko (一乗寺 澪子). Cô bắt đầu  thích Uryu trong một cuộc gặp gỡ từ vài năm trước. Những lời động viên của Uryu vào thời điểm đó đã giúp cô trở nên quyết đoán và vô tư hơn.
Amagami Yuna (甘神 夕奈)
Lồng tiếng bởi: Tsuji Miyu (vomic), , Amamiya Sora  (PV)
Là người chị hai trong số 3 chị em, với tính cách tsundere. Mặc dù kém khoản tiếng Anh, cô vẫn cố gắng bảo tồn những di sản của Đền Amagami .
Amagami Asahi (甘神 朝姫)
Lồng tiếng bởi: Tsuji Miyu (vomic) , Sakura Ayane (PV)
Là em út trong số 3 chị em, và là thành viên của câu lạc bộ điền kinh trong trường.
Amagami Chidori (甘神 千鳥)
Lồng tiếng bởi: Hattori Sōnosuke (vomic)
Là ông của cả 3 chị em và cũng là tu sĩ trưởng của đền thờ, ông đã chăm sóc cho cả 3 sau cái chết của mẹ của họ.
Anekōji Mahiru (姉小路 舞昼)
Là bác sĩ cũng như là mẹ ở cô nhi viện mà Uryu từng ở.

## Truyền thông

### Manga
Bộ truyện được viết và minh họa bở Naito Marcey, trợ lí của mangaka Haruba Negi ở tác phẩm Gotōbun no Hanayome.. Ban đầu, tựa manga được xuất bản dưới dạng one-shot trên Weekly Shōnen Magazine của Kōdansha vào tháng 12 năm 2020, trước khi bắt đầu đăng dài kỳ trên cùng tạp chí đó tháng 4 năm 2021 . Bộ truyện đã nhận về nhiều sự ủng hộ trong giới độc giả. Kodansha đã biên soạn các chương truyện thành những tập tankōbon. Tập đầu tiên ra mắt vào ngày 16 tháng 1 năm 2021  Tính đến ngày 17 tháng 10 năm 2023, đã có tổng cộng 12 tập được phát hành.

### Danh sách các tập
| #  | Ngày phát hành | ISBN              |
| -- | -------------- | ----------------- |
| 1  | 16/7/2021      | 978-4-06-524041-0 |
| 2  | 17/9/2021      | 978-4-06-524831-7 |
| 3  | 17/11/2021     | 978-4-06-525934-4 |
| 4  | 17/2/2022      | 978-4-06-526899-5 |
| 5  | 17/5/2022      | 978-4-06-527924-3 |
| 6  | 15/7/2022      | 978-4-06-528496-4 |
| 7  | 16/9/2022      | 978-4-06-529127-6 |
| 8  | 16/12/2022     | 978-4-06-529935-7 |
| 9  | 16/3/2023      | 978-4-06-530972-8 |
| 10 | 17/5/2023      | 978-4-06-531607-8 |
| 11 | 14/7/2023      | 978-4-06-532190-4 |
| 12 | 17/10/2023     | 978-4-06-532894-1 |
| 13 | 15/12/2023     | 978-4-06-533897-1 |

### Anime
Một phiên bản chuyển thể anime đã được công bố vào ngày 21 tháng 4 năm 2023. Phim do hãng Drive chuyển thể với Abe Yujiro giữ vai trò đạo diễn, Watanabe Hiroshi đảm nhận vị trí phó đạo diễn, trong khi phần kịch bản được chấp bút bởi Aoki Yasuko, và Iizuka Haruko phụ trách công đoạn thiết kế nhân vật. Tác phẩm dự kiến ra mắt vào năm 2024.